# 白山神社 (美濃市神洞)
白山神社（はくさんじんじゃ）は、岐阜県美濃市神洞にある神社（白山神社）。

## 概要
武儀郡神洞村（現・美濃市神洞）の産土神社である。
元和 元年（1615年）創建。1875年（明治8年）に村社となる。
1957年（昭和32年）、岐阜県神社庁より銀幣社に指定される。

## 主祭神
- 伊弉冊命
- 伊弉諾命
- 菊理姫命

## 境内社
- 神明神社[2]
- 愛宕秋葉神社[2]
- 津島神社[2]
- 山神神社[2]
- 御嶽神社[2]
- 八王子神社[2]
- 金刀比羅神社[2]
- 稲荷神社[2]